# Dutch roll

Een geanimeerde illustratie van de Dutch roll

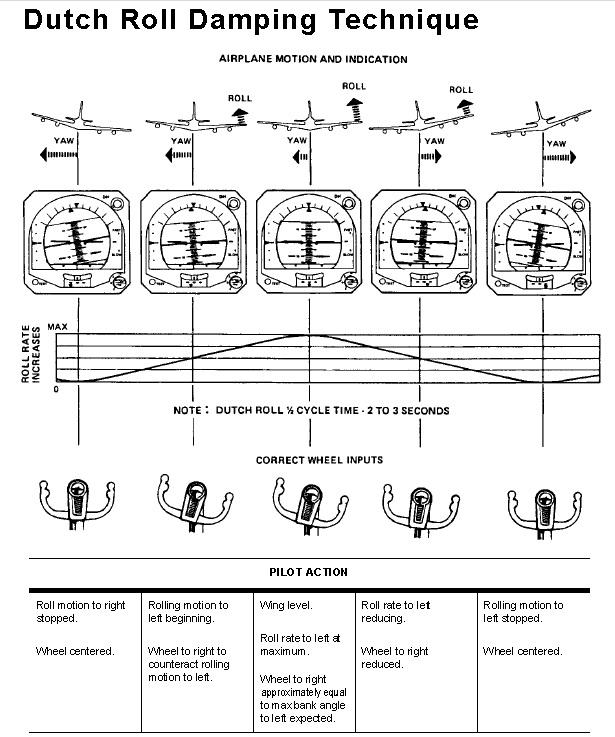
Dutch roll-dempingstechniek, gescand uit het vluchthandboek van de Amerikaanse luchtmacht

De Dutch roll is een soort vliegtuigbeweging die bestaat uit een uit fase bestaande combinatie van "kwispelen" (gieren) en heen en weer schommelen (rollen).
Deze gier-rolkoppeling is een van de fundamentele vluchtdynamische modi (andere omvatten phugoid, korte periode en spiraalvormige divergentie).
Deze beweging wordt normaal gesproken goed gedempt in de meeste lichte vliegtuigen, hoewel sommige vliegtuigen met goed gedempte Dutch roll-modi een verslechtering van de demping kunnen ervaren naarmate de luchtsnelheid afneemt en de hoogte toeneemt.
De Dutch roll-stabiliteit kan kunstmatig worden vergroot door de installatie van een gierdemper. Vleugels die ver boven het zwaartepunt zijn geplaatst, sweepback (achterwaarts gezwenkte vleugels) en dihedrale vleugels hebben de neiging de rolherstelkracht te vergroten, en daarom de Dutch roll-neigingen te vergroten. Dit is de reden waarom vliegtuigen met hoge vleugels vaak enigszins anhedraal zijn, en vliegtuigen met achterwaarts gezwenkte vleugels in de transportcategorie zijn uitgerust met gierdempers.
Een soortgelijk fenomeen kan zich voordoen bij een caravan die door een auto wordt getrokken.
De oorsprong van de naam Dutch roll is vermoedelijk overgenomen uit het schaatsen, omdat de bewegingen ietwat op elkaar lijken.